# The B-52's (álbum)
The B-52's es el álbum homónimo y debut de la banda de new wave estadounidense The B-52's. Fue lanzada en 1979 y se considera uno de los mejores debuts de la historia de la música.
Las letras kitsch, el humor y las armonías pegadizas ayudaron a establecer una base de fanes para la banda, que pasaría a publicar varios sencillos exitosos. Debido a que la letra de "Play Loud" y "High Fidelity" aparece en el LP original, este álbum a veces es referido erróneamente por cualquiera de esas frases como el título del álbum. Este fue producido por Chris Blackwell para Island Records.ˈ
Del álbum se desprende el exitoso sencillo Rock Lobster, que alcanzó el puesto 56° en el Billboard Hot 100.

## Recepción
El álbum fue recibido favorablemente por la crítica, siendo alabado por su ambiente festivo y kitsch.

### Portada
La portada la diseño Tony Wright, bajo el alias de Sue Ab Surd.

## Legado
El álbum se encuentra en el Top 100 de los Mejores Álbumes Debut de la Historia de la revista Rolling Stone, ocupando el puesto número 28°.
Así mismo el álbum está listado en el Top 500 de los Mejores Álbumes de la Historia, de la misma publicación, ocupando el puesto 152, para el año 2012.
Finalmente el álbum aparece en la publicación 1001 Albums You Must Hear Before You Die.

## Lista de canciones
| Lado 1 |                          |              |          |  |
| N.º    | Título                   | Voces        | Duración |  |
| 1.     | «Planet Claire»          | Kate Pierson | 4:35     |  |
| 2.     | «52 Girls»               | Cindy Wilson | 3:34     |  |
| 3.     | «Dance This Mess Around» | C. Wilson    | 4:36     |  |
| 4.     | «Rock Lobster»           | C. Wilson    | 6:49     |  |

| Lado 2 |                                               |           |          |  |
| N.º    | Título                                        | Voces     | Duración |  |
| 5.     | «Lava»                                        | C. Wilson | 4:54     |  |
| 6.     | «There's a Moon in the Sky (Called the Moon)» | C. Wilson | 4:54     |  |
| 7.     | «Hero Worship»                                | C. Wilson | 4:07     |  |
| 8.     | «6060-842»                                    | C. Wilson | 2:48     |  |
| 9.     | «Downtown» (Petula Clark cover)               | C. Wilson | 2:57     |  |